# 円照寺 (東京都北区)
圓照寺（えんしょうじ）は、東京都北区にある真宗大谷派の寺院。

## 歴史
鎌倉時代前期、宗信によって開山された。宗信は俗名「小野沢宗勝」といい、源義仲の家臣であった。義仲の敗退後、宗勝は出家した。後に親鸞に弟子入りし、浄土真宗に改宗して「宗信」を名乗った。そして、親鸞から授かった阿弥陀仏を安置する寺を創建した。これが当寺の起源である。
元々は信濃国高井郡須坂（現・長野県須坂市）に位置していたが、1917年（大正6年）、当寺第24世住職得隆が上京、浅草本願寺（現・東本願寺派本山東本願寺）で活動する傍ら、当寺の移転を志し、1937年（昭和12年）に現在地に移転した。
移転当初は「王子太子堂」と呼ばれていた。看板も「太子堂」と書かれており、志茂地区の公民館代替施設として重宝されたという。

## 所蔵仏像
以下の仏像を所蔵している。
- 阿弥陀如来立像（本尊） - 製作年代：江戸時代中期、品質構造：寄木造

## 交通アクセス
- 志茂駅より徒歩4分。